# Circonscription de Gechi Borecha
La circonscription de Gechi Borecha est une des 177 circonscriptions législatives de l'État fédéré Oromia, elle se situe dans la Zone Illubabor. Son représentant actuel est Abader Faris Muleta. 